# Borys Masalski
Borys Masalski (ur. 2 maja?/15 maja 1909 w Mińsku, zm. 11 września 1944 w okolicy Warszawy) – oficer, uczestnik II wojny światowej w szeregach Armii Czerwonej i Wojska Polskiego.
Urodził się w polskiej rodzinie w Mińsku w Rosji. W latach 1932–1933 odbył zasadniczą służbę wojskową w Armii Czerwonej. Ponownie został wcielony do wojska w 1939 roku. Po ataku III Rzeszy na Związek Radziecki, służył w 620 pułku piechoty, pełniąc funkcję szefa sztabu. 
Jako Polak z pochodzenia, został skierowany przez dowództwo ACz do armii polskiej utworzonej w ZSRR. W 
1 DP pełnił rolę specjalisty-instruktora. Następnie przeszedł wraz z 3 PP i 1 PP szlak bojowy zakończony pod Warszawą. Uczestniczył w forsowaniu Wisły pod Dęblinem i Puławami. Zmarł w wyniku obrażeń jakich doznał w czasie wybuchu miny na podejściach do Wygody koło Warszawy.

## Ordery i odznaczenia
- Order Krzyża Grunwaldu III klasy (pośmiertnie)[3]